# 贝尔潟湖
贝尔潟湖（Étang de Berre，法語發音：[etɑ̃ də bɛʁ]），有时简称为贝尔湖，是法国东南部地中海附近的一处潟湖，位于罗讷河口省，其常年水域面积约155平方千米，湖面海拔0米，通过人工运河与地中海连通。

## 湖名
“贝尔”一名尚不清楚，可能来源于人名。贝尔潟湖东北侧的“贝尔莱唐”之名亦源于此湖。
“Étang de Berre”对应的奥克语普罗旺斯方言拼写为“Estang de Berro”。

## 历史
贝尔潟湖形成于距今约1.7万年，为佛兰德期海侵后遗留下来的产物，此后，随着雅伊长堤的形成，贝尔潟湖南侧水域被隔离开来，成为博尔蒙潟湖。古罗马时期，贝尔潟湖附近形成聚落，当地居民开凿了连接地中海的水道，后于1863年被扩建为卡龙特运河。中世纪中期，贝尔潟湖因捕鱼业而得到开发，其附近城镇人口数量开始增加。19世纪末期，贝尔潟湖附近出现了多个工业开发区，其内湖航运亦得到开辟。1926年，另一条连接贝尔潟湖的地中海的水道——马赛－罗讷河运河建成，其核心工程罗沃隧道是当时世界上最长的人工运河隧道，后因1963年塌方而中断。1966年，位于湖畔西北侧的圣沙马水电站建成投入使用。20世纪80年代，马赛普罗旺斯机场的扩建占用了贝尔潟湖的部分水域。

## 地理
贝尔潟湖为咸水湖，其西侧通过卡龙特运河与地中海直接连接。
多条河流注入贝尔潟湖，其流域面积约1,700平方公里。

## 行政
贝尔潟湖水域未被算入任何市镇的管辖范围。
与贝尔潟湖相接的市镇包括贝尔莱唐、罗尼亚克、维特罗勒、马里尼亚讷、马蒂格新堡、马蒂格、圣米特尔莱朗帕尔、伊斯特尔、米拉马斯和圣沙马。

## 环境整治
贝尔潟湖因其附近的多个工业区而闻名。该湖的环境保护事务由当地的多个级别的行政部门协调监管，其首个环境保护宪章自1991年起实施。
2000年，贝尔潟湖整治公共管理局（Groupement d'intérêt public pour la réhabilitation de l'étang de Berre，简称Gipreb）成立。